# Anna Hill Johnstone
Anna Hill Johnstone (Greenville, 7 aprile 1913 – Lenox, 16 ottobre 1992) è stata una costumista statunitense.

## Biografia
Conosciuta per i costumi de Il padrino e di altri film, ha spesso collaborato con Elia Kazan e Sidney Lumet. Per due volte è stata candidata all'Oscar per i migliori costumi: nel 1973 e nel 1982.